# Álcool 4-iodobenzílico
Álcool 4-iodobenzílico, álcool p-iodobenzílico ou álcool para-iodobenzílico é o composto orgânico com a fórmula molecular C7H7IO e massa molar 234,04 g·mol−1.
É um dos isômeros álcool iodobenzílico.